# Masumlar Apartmanı
Masumlar Apartmanı (en español: Apartamento de inocentes, traducida como Almas heridas en Latinoamérica o Inocentes en España) es una serie de televisión turca de 2020 producida por OGM Pictures y emitida en TRT 1. La serie trata sobre el estado psicológico de cuatro hermanos que viven en un mismo apartamento en Estambul y la vida que los rodea. 
Es una adaptación de la sección "Trash Apartment" de la novela The Inside of the Medallion de Gülseren Budaıcıoğlu, publicada en 2004.

## Trama
La ficción tiene como protagonista a Han (Birkan Sokullu), un hombre de negocios joven, guapo y carismático, pero lleno de dolorosos recuerdos. Esat (Uğur Uzunel), su mejor amigo, le recrimina no tener novia pero a él eso no le importa. Desde que regresó de Estados Unidos, Han se prometió dedicarse completamente al cuidado de su padre enfermo, Hikmet (Metin Coşkun) y de sus tres hermanas: Safiye (Ezgi Mola), Gulben (Merve Dizdar) y Neriman (Gizem Katmer), quienes sufren distintos traumas que arrastran de una tragedia familiar y que les impide tener una vida normal. Con esta mochila en su vida, Han se aísla de cualquier actividad social y del amor. Eso, hasta que conoce a Inci (Farah Zeynep). 
Inci, por otro lado, fue abandonada por su madre, lo que le ha creado una situación de dependencia con su novio alcohólico y cuando está decidida a dejarlo, él la sorprende con una celebración de cumpleaños y propuesta de matrimonio que la hace huir del lugar. Confundida, en su auto, la joven se descuida y choca con Han, a quien lleva de inmediato a un centro de salud. Pero como él no tiene quien lo acompañe, ella se ofrece a cuidarlo, evidenciando el inicio de su historia de amor. 
Inci y Han se encontrarán en la situación más inesperada y el amor entre ellos nacerá de inmediato, pero estará lleno de obstáculos, incluso desde su círculo más cercano.

## Reparto

### Protagonistas
| Actor          | Personaje              | Episodios    |
| -------------- | ---------------------- | ------------ |
| Ezgi Mola      | Safiye Derenoğlu Ataç  | 1-71         |
| Birkan Sokullu | Han Derenoğlu          | 1-71         |
| Merve Dizdar   | Gülben Derenoğlu Bilen | 1-55, 57-71  |
| Aslıhan Gürbüz | Ceylan Ongun Derenoğlu | 47-62, 64-71 |

### Personajes deuteragonistas
| Actor         | Personaje         | Episodios                        |
| ------------- | ----------------- | -------------------------------- |
| Atilla Şendil | Memduh Tınaz      | 1-26, 28-47, 49-56, 58-63, 65-71 |
| Tansel Öngel  | Naci Ataç         | 11-27, 30-71                     |
| Esra Ruşan    | Esra Şafak        | 1-71                             |
| Metin Coşkun  | Hikmet Derenoğlu  | 1-71                             |
| Uğur Uzunel   | Esat Bilen        | 1-55, 57-71                      |
| Gizem Katmer  | Neriman Derenoğlu | 1-71                             |
| Emir Özden    | Ege Özdemir       | 1-35, 37-47, 49-52, 54-63, 65-71 |

### Personajes secundarios
| Actor             | Personaje    | Episodios                             |
| ----------------- | ------------ | ------------------------------------- |
| Meriç Özkaya      | Bayram       | 1-17, 19-49, 51, 53-71                |
| Selim Can Yalçın  | Anıl Saran   | 29-42, 45-48, 50-63, 66, 68-71        |
| İpek Ayaz Kortunç | Okşan Namık  | 32-39, 41-42, 44, 46-49, 51-54, 56-71 |
| Tülay Bursa       | Şennur Bilen | 36-37, 39, 41-45, 50-51, 57-65 67-71  |
| Emrah Altıntoprak | Barkın       | 43, 48, 50-53, 58, 60-62, 65-66       |
| Neslişah Ertürk   | İdil         | 64-67, 69                             |
| Ateş Balcı        | Ömer         | 68-71                                 |

### Flashback y personajes que son alucinaciones
| Actor                | Personaje                 | Episodios                                                                               | Definición |
| -------------------- | ------------------------- | --------------------------------------------------------------------------------------- | --- |
| Açelya Devrim Yılhan | Hasibe Derenoğlu          | 1-35, 37-55, 57-58, 60-71                                                               | Madre de Safiye, Han, Gülben y Neriman, hija de Meryem y esposa de Hikmet. Murió de un derrame cerebral en el 2005 con 55 años. Se le ha estado apareciendo a Safiye como una alucinación desde que murió. |
| İrem Kübra Bakırtaş  | Safiye Derenoğlu          | 1-22, 24-25, 27-30, 32-35, 37, 39-40, 43, 45, 47, 51, 54-55, 57-59, 62-63, 66-68, 70-71 | Safiye de joven. |
| Mert Tümer           | Hikmet Derenoğlu          | 1, 3-9, 18-19, 28, 30, 40, 54, 57-59, 66, 68-71                                         | Hikmet de adulto. |
| Berkay Celal Çetin   | Han Derenoğlu             | 3, 5-9, 13-15, 17-20, 25, 28-30, 35, 37, 40, 50-51, 54, 56-59, 63, 66, 68, 70-71        | Han de pequeño. |
| Eylül Şenocak        | Gülben Derenoğlu          | 3, 6-8, 13-14, 18, 25, 28, 32, 37, 40, 43, 45-47, 51, 54, 57-59, 63, 66, 68, 70-71      | Gülben de pequeña. |
| Süleyman Eymen       | Esat Bilen                | 7, 10, 32, 50, 56                                                                       | Esat de pequeño. |
| Melike Turnaoğlu     | Melek                     | 9, 14, 17, 37, 50, 56                                                                   | Profesora de Han. |
| Sidar Tublek         | Naci Ataç                 | 9-12, 14-16, 18-22, 27, 33, 37, 45, 51, 54-55, 58-59                                    | Naci de joven. |
| Ceren Yüksekkaya     | Ela Özdemir               | 12, 15-17, 20, 23, 25-26, 28, 37                                                        | Madre de İnci y Ege, hija de Memduh y esposa de Haluk. Murió en un accidente de tráfico. |
| Yasemin Nil Yüksel   | İnci Özdemir              | 15-17, 20, 23, 25-26, 28, 37                                                            | Inci de pequeña. |
| Mert Asutay          | Haluk Özdemir (Flashback) | 15-17, 20, 23, 26, 28                                                                   | Padre de Inci y Ege y esposo de Ela. Murió de cirrosis. |
| Ayaz Altıntaş        | Ege Özdemir               | 15, 17                                                                                  | Ege de pequeño. |
| Nehir Çağla Yaşar    | Gülru Oktay               | 15, 18, 20, 33, 45, 67                                                                  | Gülru de joven. |
| Serpil Gül           | Meryem Kandemir           | 19-21, 24-25, 28-29, 32                                                                 | Madre de Hasibe y la abuela de Safiye, Han, Gülben y Neriman. Murió en 2006 por causas desconocidas con 76 años.                                                                                           |
| Adin Külçe           | Mazlum (Mazo)             | 56                                                                                      | Mazlum de pequeño. |
| Emin Günenç          | Memo (Flashback)          | 63                                                                                      | Primo de Barkın. |
| -                    | Perihan Derenoğlu         | 70                                                                                      | Primera esposa de Hikmet y madre de Ömer. Murió a causa de un accidente de tráfico. |
| -                    | Ömer Derenoğlu            | 70                                                                                      | Hijo de Hikmet y Perihan. Murió a causa de un accidente de tráfico. |

### Personajes de otras series
| Actor               | Personaje                   | Episodios           | Definición                                                                                    |
| ------------------- | --------------------------- | ------------------- | --------------------------------------------------------------------------------------------- |
| Gülçin Kültür Şahin | Secretaria Tuna             | 43, 45, 50          | Ella es la secretaria de la "Clínica de Psiquiatría Magnolia" donde va Gülben.                |
| Baran Can Eraslan   | Çaycı Hüseyin               | 43                  | Es el gerente de té de la "Clínica de Psiquiatría Magnolia" donde va Gülben.                  |
| Binnur Kaya         | Doctora Manolya Yadigaroğlu | 45-46, 50-51, 57-71 | Psiquiatra de Gülben, Han y Safiye, es la propietaria de la "Clínica de Psiquiatría Manolya". |

### Personajes antiguos
| Actor                 | Personaje              | Episodios                                    |
| --------------------- | ---------------------- | -------------------------------------------- |
| Halit Karaata         | Abidin Bilen           | 50-51, 59-60                                 |
| Armağan Oğuz          | Mazlum (Mazo)          | 53-58                                        |
| Melisa Şenolsun       | Rüya                   | 38-57                                        |
| Rual Doğan            | Tomris Ataç            | 43, 45-50, 54-55                             |
| Ayça Melek Gülerçe    | Tomris Ataç            | 16-20, 35-37                                 |
| Pervin Bağdat         | Gülru Oktay            | 15-20, 35-37                                 |
| Cem Avnayim           | Barış                  | 30-33, 35-37                                 |
| Farah Zeynep Abdullah | İnci Özdemir Derenoğlu | 1-17, 19-37                                  |
| Gökçe Aydın           | Gamze                  | 1, 6, 9-10, 12, 14-16, 19-32, 34-35          |
| Enes Demirkapı        | Emre                   | 1, 6, 9-10, 12, 14-16, 19-25, 27, 30, 32, 35 |
| Barış Bağcı           | Cüneyt                 | 2-4, 6, 8-9, 11-12, 14, 22-24, 26-29         |
| Mert Asutay           | Haluk Özdemir          | 4-8, 14-25                                   |
| Alper Saldıran        | Uygar Taşdelen         | 1-4, 6, 8-9                                  |

### Otros personajes antiguos
| Oyuncu               | Karakter      | Bölüm         |
| -------------------- | ------------- | ------------- |
| Merve Sarıtaş        | Pınar         | 1-4, 6        |
| Süreyya Gürsel Evren | Vedat         | 43, 45-46     |
| Esra Akkaya          | Ufuk          | 41, 43, 45-47 |
| Özlem Ulukan         | Selvi         | 42-45, 51     |
| Hilal Kuvvet         | Serap         | 42-45, 51     |
| Dicle Konuralp       | Sertab        | 42-45, 51     |
| Balamir Emren        | Kemal         | 49, 51        |
| Zafer Kalfa          | Tuncay Bilen  | 51            |
| Kemal Balıbaş        | Ekrem Bilen   | 51            |
| Barış Çakmak         | Hasan Bilen   | 51, 58        |
| Armağan Oğuz         | Mazlum (Mazo) | 53-58         |
| Emin Günenç          | Memo          | 62            |
| Neslişah Ertürk      | Ebru Belen    | 66-67         |
| Umut Orkun           | Yiğit Belen   | 66-67         |

## Temporadas
| Temporada | Temporada | Episodios | Rango De Episodios | Emisión Original         | Emisión Original   |
| Temporada | Temporada | Episodios | Rango De Episodios | Inicio                   | Final              |
| --------- | --------- | --------- | ------------------ | ------------------------ | ------------------ |
|           | 1         | 37        | 1 - 37             | 15 de septiembre de 2020 | 8 de junio de 2021 |
|           | 2         | 34        | 38 - 71            | 14 de septiembre de 2021 | 24 de mayo de 2022 |